# منيا (قبيلة)
المينا (بالإنجليزية: Meena)‏ هي قبيلة موجودة بشكل رئيسي في منطقتي راجستان ومدهيا برديش في الهند.كما تتم ترجمة الاسم أيضا باسم ميناندا أو ميَنا.المينا ادعت أنها تواصلت مع أفاتار ماتسيا من فيشنو، ومملكة ماتسيا القديمة.

## التاريخ
تدعي المينا أنها من سلالة أسطورية من الافاتار ماتسيا، أو تجسيد الأسماك، لفيشنو. كما يزعمون أنهم من نسل سكان مملكة ماتسيا، الذي ازدهرت في القرن السادس قبل الميلاد  يلاحظ المؤرخ برامود كومار أنه من المرجح أن القبائل التي تعيش في مملكة ماتسيا القديمة تسمى مينا ولكن لا يمكن القول بالتأكيد أن هناك أي شيء مشترك بينها وبين المينا الحديثة. وهم يعتبرون اديفاسي (السكان الأصليين).ولقد حكمت المينا في أماكن معينة من راجستان إلى أن تغلب عليها القوات الغازية في راجبوت. من المينا تم أسر البوندي من قبل راو ديوي (بعد الميلاد 1342)، دندهار من قبل كاشواها راجبوت وشوبولي سقط للحكام المسلمين. كانت كوتا، وجالاوار، وكاراولي، وجالور المناطق الأخرى من نفوذ المينا السابق حيث أجبروا على الاستسلام في نهاية المطاف.وتشير نانديني سينها كابور، المؤرخة الذي درست الهند المبكرة، إلى أن التقاليد الشفهية للمينا تم تطويرها من أوائل القرن التاسع عشر الميلادي في محاولة لإعادة بناء هويتهم. وتقول عن هذه العملية، التي استمرت طوال القرن العشرين، إن «المينا تحاول أن تقدم لنفسها تمنح لنفسها حاضر محترماً من خلال إعطاء نفسها ماض مجيد».
وكما هو شائع مع شعوب بلدان مثل فنلندا واسكتلندا، وجدت المينا ضرورة لابتكار التقاليد من خلال الروايات الشفوية،
أحد الاستخدامات الرئيسية التي يعترف بها كل من المؤرخون وعلماء الاجتماع على حدا سواء بأنها «احتجاج اجتماعي على الظلم والاستغلال والقمع، سبب وجود هذا المجتمع يساعد على استعادة صورة المجتمع». ويلاحظ كابور أن «المينا» لا تفتقر إلى تاريخ خاص بها فحسب، بل إنها صورت أيضاً بطريقة سلبية سواء من خلال الروايات الفارسية في العصور الوسطى أو سجلات الفترة الاستعمارية. منذ العصور الوسطى وحتى الراج البريطاني، تصف المراجع المينا بأنهم مجرمون عنيفون وناهبون ومجموعة قبلية عرقية مناهضة للمجتمع.وطبقاً لكابور، تحاول المينا أيضاً نسب نفسها إلى الراجستانية.

### الفترة الاستعمارية البريطانية

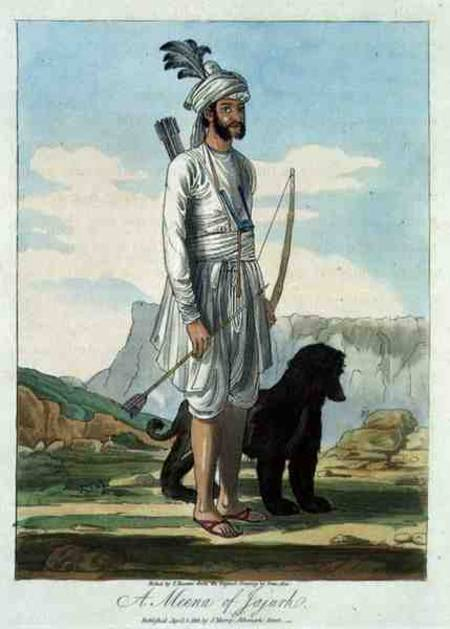
مينا من الجاجور

لقد ظهرت إدارة راج الاستعمارية إلى الوجود في عام 1858، في أعقاب التمرد الهندي في عام 1857، والذي دفع الحكومة البريطانية إلى اتخاذ القرار بأن ترك الإدارة الاستعمارية في يد شركة الهند الشرقية كان بمثابة الوصفة للمزيد من السخط والاستياء. وفي محاولة لإنشاء إدارة منظمة من أجل التوصل إلى فهم أفضل للسكان، وضعت سلطات راج تدابير مختلفة لتصنيف شعب الهند.ومن بين هذه التدابير قانون القبائل الجنائية لعام 1871، بموجب الأحكام التي وضع فيها قانون المينا. ظلت هذه الجماعة موصومة لسنوات عديدة، وخاصة من قِبَل مسؤولين من ذوي النفوذ في راج مثل هربرت هوب ريسلي ودينزيل إبيتسون، وكانوا يصنفون أحيانًا على أنهم وثنيون وكقبيلة تل شبيهة ببلز.وظلت المينا قبيلة إجرامية محددة رسمياً حتى عام 1952، بعد ثلاث سنوات من إلغاء القانون. وقد درس مارك براون تأثير وقضايا مجتمع المينا خلال الحكم البريطاني وتغير وضعهم من فئة اجتماعية عليا إلى قبيلة إجرامية.

### التاريخ الحديث
تتمتع المينا بحقوق أفضل للمرأة من نواح عديدة مقارنة بالعديد من الطوائف الهندوسية الأخرى.تندرج المينا في فئة القبيلة المجدولة في ولاية راجاستان، ويتم تصنيف غالبيتها على أنها هندوسية،ولكن في مدهيا برديش المينا يُعترف بها كقبيلة مقررة فقط في سيرونج تيهسيل، فيديشا، بينما في المناطق الـ 44 الأخرى من الولاية يتم تصنيفها كفئات متخلفة أخرى.ولقد اقترح البعض الاعتراف بالمينا بالكامل باعتبارها قبيلة مقررة في مدهيا برديش. وتقوم حكومة الهند بالنظر في هذا الاقتراح.وفي ولاية أتر برديش، تعتبر المينا مهاجرة من راجستان وتعيش في مقاطعات ماثورا الغربية، سمبال وبودان منذ أجيال عديدة. وحسب أصلهم يتم منحهم قبيلة مجدولة الحالة في ولاية أتر برديش.وفي راجستان يعارض أعضاء طائفة المينا دخول الغجر إلى ملف القبائل المقررة، خوفاً من أن يكون نصيبهم من فوائد القبيلة المقررة المحجوز قد يتآكل.وهم يحتفلون بمينش جايانتي في اليوم الثالث لشهر تشايترا، شوكلا باكشا.

## التقسيمات الفرعية
وتنقسم قبيلة المينا إلى عدة عشائر وعشائر فرعية (أداخس)التي تسمى باسم أسلافهم. ومن بين الادخس أريات، وآهاري، وكاتارا، وكالسوا، وخرادي، ودامور، وغوغورا، ودالي، ودوما، وناناما، ودادور، ومانوت، وشاربوتا، وماريندا، ورانا، وداديا، بارمار، وفارجي، وبامنا، وخات، وهارات، وبهاغا، واجات.  بهيل مينا هو تقسيم فرعي آخر بين المينا. كجزء من العملية السنسكريتية يقدم بعض البهيل أنفسهم كـ مينا الذي يتمتعون بوضع اجتماعي اقتصادي أعلى مقارنة بشعب بهيل القَبَلي.وتسعى مجموعة فرعية تعرف باسم «أوجوال مينا» (تسمى أيضا «أوجالا مينا» أو «باريهار مينا») إلى الحصول على مركز أعلى، وادعاء كونها راجبوت، وبالتالي يميّزون أنفسهم عن مينا البهيل. وهم يتبعون النباتيين، على عكس غيرهم من المينا الذين عينوا «مينا المايلاي».وهناك تجمعات اجتماعية سائدة أخرى هي زاميندار مينا وتشيوكيدار مينا. إن زاميندار مينا، رغم أنهم في حالة ميسورة نسبياً، هم اولئك الذين استسلموا لغزاة راجبوت الأقوياء واستقروا على الأراضي التي يعتقد أنها من الأمور التي منحتها راجبوت. أما الذين لم يستسلموا لحكم راجبوت، وظلوا يشنون حرب عصابات، فأطلق عليهم اسم تشيوكيدار مينا.